# 境大橋
境大橋（さかいおおはし）は、茨城県猿島郡境町と千葉県野田市関宿台町の間の利根川を渡る、主要地方道茨城県道・千葉県道17号結城野田線の橋である。

## 概要
日光脇街道上の茨城県西地区と千葉県北西部を結ぶ重要な橋の1つで、橋長569.9m、幅員7mの連続プレートガーダー橋である。
1964年（昭和39年）2月12日に有料橋として供用開始。1977年（昭和52年）10月20日に無料開放されると同時に、橋の管理は茨城県知事が行っている。すぐ下流側には1973年（昭和48年）に完成の側道橋（境大橋歩道橋）がある。境町側の橋詰には国道354号と接続する変形交差点や道の駅さかい、さかいショッピングモール、温泉施設がある。野田市側には、関宿城を再現した千葉県立関宿城博物館や、利根川の水を江戸川ではなく銚子側に誘導し、江戸の水害防止や水運の便を図った堤防の棒出し跡がある。本橋の混雑緩和のため1990年（平成2年）、下流側に下総利根大橋が建設された。

## 構造
- 車道橋（往復2車線）
鋼桁橋×9 （9径間）
- 側道橋（歩行者専用橋）- 名称は境大橋歩道橋。車道橋のすぐ下流に架かっている。
鋼桁橋×9 （9径間）

## 隣の橋
- 利根川

（上流） - 新利根川橋 - 利根川高架橋（首都圏中央連絡自動車道） - 境大橋 - 下総利根大橋 - 芽吹大橋 - （下流）